# Großthiemig
Großthiemig è un comune di 990 abitanti del Brandeburgo, in Germania.

Appartiene al circondario dell'Elba-Elster ed è parte della comunità amministrativa dello Schraden.